# George Bohanon
George Roland Bohanon (* 7. August 1937 in Detroit, Michigan; † 8. November 2024) war
ein US-amerikanischer Jazz-Posaunist.

## Leben und Wirken
Bohanon begann im Alter von acht Jahren mit dem Posaunenspiel. Er studierte an der Wayne State University und am Detroiter Institute of Musical Arts, bevor er seine Musikerkarriere begann. Bohanon arbeitete dort Ende der 1950er-Jahre mit dem Vokal-Ensemble The Premieres, ferner mit Yusef Lateef, Barry Harris und Ernie Wilkins. 1962 nahm er in Detroit mit Musikern wie Kirk Lightsey und Cecil McBee sein erstes Album Boss: Bossa Nova (Jazz Workshop) auf. Bekannt wurde er in der Band des Schlagzeugers Chico Hamilton, als dieser Anfang der 1960er-Jahre mit Charles Lloyd und Gábor Szabó Alben für das Jazzlabel Impulse! Records aufnahm (The Dealer). Dann arbeitete er sieben Jahre als erster Posaunist des Studioorchesters von Motown und begleitete Künstler wie Diana Ross, Marvin Gaye, Smokey Robinson, Stevie Wonder und andere bei Plattenaufnahmen. 1968 zog Bohanon nach Los Angeles und arbeitete dort vorwiegend als Studiomusiker, etwa bei Quincy Jones und Frank Sinatra und in Fernsehshows. In den 1970er-Jahren spielte er u. a. mit Donald Byrd, Joe Henderson, Carmen McRae, Sonny Rollins und Stanley Turrentine.
Um 1980 gehörte Bohannon dem Creative Arts Ensemble, der Lionel Hampton Band und dem Capp/Pierce Orchestra an; 1984 ging er mit Benny Carter auf eine Japantournee, 1987 mit Ry Cooder und den Moula Banda Rhythm Aces auf Tournee. 1990 und 1991 tourte er mit der Phillip-Morris-Superband unter Gene Harris. Außerdem spielte er bei Jimmy Smith, Miles Davis (Dingo, 1991) und im Clayton-Hamilton Jazz Orchestra. 1997 gehörte er der Bigband von Gerald Wilson an, 1999 den Bigbands von Milt Jackson (Explosive!) und Joey DeFrancesco (Singin’ and Swingin’). 1995 gründete er mit den befreundeten Maurice Spears, Garnett Brown und Thurman Green die Formation BoneSoir.
Außerdem war er als Assistenzprofessor an der UCLA Herb Albert School of Jazz tätig und arbeitete für die American Federation of Musicians, ferner als Schriftsteller, Arrangeur und Produzent. Als musikalische Vorbilder nannte Bohanon J. J. Johnson, Miles Davis, Charlie Parker und John Coltrane.
Bohanon wurde von der National Association of Recording Arts and Sciences 1980 als Most Valuable Player gewürdigt.

## Diskographische Hinweise
- Blue Phase (Geobo GB; 1990), mit  Bill Henderson,  Richard Reid, Billy Higgins
- Tribute to...Ray Brown, Harry "Sweets" Edison (Geobo, 2006), mit Sweets Edison, Gerald Wiggins, Ray Brown, Paul Humphrey

## Lexikalische Hinweise
- Richard Cook, Brian Morton: The Penguin Guide to Jazz on CD. 6. Auflage. Penguin, London 2002, ISBN 0-14-051521-6.
- Leonard Feather, Ira Gitler: The Biographical Encyclopedia of Jazz. Oxford University Press, New York 1999, ISBN 0-19-532000-X.
- Jürgen Wölfer, Lexikon des Jazz Wien 1999 ISBN 3-85445-164-4 (2. Auflage)